# Sancuniató
Sancuniató (llatí: Sanchuniathon, ōnis; grec antic: Σαγχουνιάθων, ωνος) va ser un escriptor fenici nadiu de Beirut o de Tir, els llibres del qual foren traduïts al grec per Filó Herenni Bibli a la segona meitat del segle i. Suposadament hauria viscut al temps de la mítica reina Semíramis.
Bona part de la traducció de Filó es conserva en la Praeparatio Evangelica. Va ser mencionat per diversos autors començant per Ateneu de Naucratis, i va provocar força polèmica al segle xviii, ja que es poden conciliar les seves referències amb les de l'Antic Testament. La seva mateixa existència s'ha posat en dubte, ja que no l'esmenta mai ningú abans de la traducció de Filó, que podria haver utilitzat el nom d'un autor imaginari al qual hauria donat una gran antiguitat, per fer en realitat una obra pròpia. També s'ha suggerit que el nom és una deformació de les paraules fenícies que es tradueixen per 'llibre de lleis de Chon' (Chon era un nom alternatiu de la deïtat fenícia Bel).
Obra seva fou una Theologia. Suides el situa a l'època arcaica i diu que va escriure Περὶ τοῦ Ἐρμοῦ φυσιολογίας, ἥτις μεταφράσθη, Πάτρια Τυρίων τῇ Φοινίκων διαλέκτῳ, i Αὶγυπτιακὴν Θεολογίαν καὶ ἄλλα τινά, però en aquest cas la informació no es té per gaire segura i podrien ser diferents títols d'una sola obra.